# Цесис (район)
Цесис (на латвийски: Cēsu rajons) е район в Латвия. На север граничи с районите Валмиера и Валка, на запад с Лимбажи и с Рига, на изток с Гулбене и на юг с Огре и Мадона. Организирана е на два града и 21 общини, всяка от които със собствена правителствена власт. Административен център е град Цесис. Населението на района е 57 228, а територията 3062 km2.

## Градове
- Цесис
- Лигатне

### Други населени места
| - Амата - Ваиве - Вецпиебалга - Веселава - Друсти - Дзербене - Заубе - Зосену - Инеши - Каиве - Лиепа |  | - Лигатне (епархия) - Марснени - Нитауре - Приекули - Раискума - Сталбе - Страупе - Рауна - Скуяене - Таурене - Яунпиебалга |